# Mio figlio professore
Mio figlio professore è un film del 1946 diretto da Renato Castellani.
La trama è incentrata su un bidello di una scuola romana che cerca il riscatto sociale permettendo al figlio, a suon di sacrifici, di studiare fino a farlo diventare insegnante, proprio nella scuola in cui egli stesso lavora.

## Trama
Roma, 1919. Orazio Belli è bidello in un grande liceo romano. La nascita del primogenito, cui egli dà il suo stesso nome, porta una grande gioia, alla quale però fa immediatamente seguito l'immenso dolore per la perdita della moglie.
Il bidello alleva da solo il bambino che, nei primi mesi di vita, viene accudito anche dalla signorina Maggi, una giovane insegnante delle scuole serali, che a un certo punto Orazio pensa di poter prendere come moglie. La ragazza si fidanza invece con Giraldi, il professore di ginnastica, che dopo aver aderito al nascente fascismo si trasferisce a Milano.
Il piccolo Orazio, da tutti chiamato da subito il "professore" per le mai nascoste aspirazioni del padre nei suoi confronti, cresce tra la simpatia di tutto il liceo, fino a diventarne un alunno. Effettivamente molto portato per gli studi, alla soglia della maturità ha una crisi in seguito a una discussione col padre di una compagna. Il professor Cardelli, trasferito a Campobasso per volontà del regime fascista, si offre di aiutare Orazio prendendo con sé il ragazzo che, nella calma della provincia, completa gli studi e si avvia alla carriera di professore di lettere, che avrà poi inizio a Foggia.
Orazio è orgoglioso del percorso del figlio ma ne patisce la lontananza. Al liceo si ripresenta Giraldi - divenuto un pezzo grosso del Partito Fascista - che iscrive le sue tre figlie, Diana, Pinuccia e Lisetta, nell'istituto in cui egli insegnava. Orazio ha un naturale trasporto nei confronti di Pinuccia, che assomiglia in maniera impressionante alla signorina Maggi, sua madre, morta già da diversi anni.
Le sorelle Giraldi, pessime studentesse, prendono in simpatia Orazio ma, nel fargli uno scherzo, si accorgono di essere state inopportune. Avendo assistito alla disperazione di Orazio per l'arrivo della cartolina che richiama alle armi il figlio, si spendono col loro padre affinché usi le sue amicizie per evitare questa circostanza.
Così Orazio Belli jr. viene trasferito a Roma, nel liceo in cui lavora il padre, evitando inconsapevolmente l'esercito. Il giovane scopre di essere stato raccomandato e, mostrandosi integerrimo, scrive una lettera al ministero perché lo si rimandi in provincia.
Prima che la lettera possa aver effetto, si tengono gli esami di maturità nei quali una impreparatissima Diana Giraldi è certa di passare in virtù del potente padre e soprattutto sapendo che in commissione c'è il professor Belli. Questi è invece inflessibile e boccia la ragazza, garantendosi così un ritorno anticipato in provincia.
A Roma si susseguono diversi ribaltamenti al potere e, alla fine, la lettera del professor Belli che rinunciava alla raccomandazione, ne fa un simbolo di integrità cui viene riconosciuto il premio di ritornare a Roma, sempre nel famoso liceo. Qui egli ritrova Lisetta Giraldi, che verrà da lui convinta a non vergognarsi del passato e a restare nello stesso istituto, poi Pinuccia, che invece ha lasciato gli studi.
Orazio, ormai vicino alla pensione, è felicissimo di avere il figlio vicino a sé e constata che il suo sogno si è realizzato. Quando però il figlio gli accenna al fatto che troppe confidenze lo mettono in imbarazzo con gli studenti, il bidello capisce che è il momento di farsi da parte. Fatte le valigie decide di andare a vivere dalla sorella e così, senza dire nulla al figlio, lascia l'amata scuola, non prima di aver dato per l'ultima volta il tradizionale segnale di conclusione delle lezioni.

## Produzione
Prodotto da Riccardo Gualino, il film fu girato per gli interni negli stabilimenti della Scalera nella via della Circonvallazione Appia a Roma, ma anche nello storico Liceo Ginnasio E.Q. Visconti di Piazza del Collegio Romano a Roma.

### Cast
Lo scrittore Mario Soldati interpreta la parte del professore antifascista. Altri intellettuali appaiono nei panni di insegnanti del liceo: Diego Calcagno, Gabriele Baldini, Ercole Patti ed Ennio Flaiano.
Nel film appare il maestro di musica Luigi Cirenei della Banda dei Carabinieri che nella scena del concerto domenicale fa eseguire le opere classiche L'assedio di Corinto di Gioachino Rossini e La traviata (Preludio - Atto Iº) di Giuseppe Verdi nelle trascrizioni dello stesso Cirenei.

## Colonna sonora
La colonna sonora è curata da Nino Rota.
Nel corso del film si ascolta più volte, suonata e cantata, la melodia del brano Come pioveva, scritto e musicato da Armando Gill.

## Distribuzione
Il film ha ottenuto il nulla osta n. 3136 del 18 novembre 1946.

## Accoglienza

### Incassi
Incasso accertato a tutto il 31 dicembre 1952 £ 93.000.000

### Critica
Per il Dizionario Mereghetti il film affronta con il sorriso temi neorealistici, anticipando la poetica dei futuri film di Castellani, scivola talvolta nel grottesco ma contiene alcune scene comiche memorabili.
Per il Dizionario Morandini è un «film pieno di ritmo con un sapiente studio dell'ambiente e un'apprezzabile gioia del raccontare svelto in una sapiente miscela di comico e patetico», con un Aldo Fabrizi divertente e molto convincente.
«Un realismo toccante che supera la commedia a favore dei sentimenti e del difficile rapporto di amore tra padre e figlio, accompagnato dalle musiche di Nino Rota».